# Aywaille
Aywaille ist eine belgische Gemeinde in der Provinz Lüttich.

## Geografie
Die Gemeinde liegt im Tal der Amel am Fuße der Ardennen und ist ein Ort mit touristischem Hintergrund. Hauptattraktion sind die Grotten von Remouchamps. Der Ort wird jährlich mehrfach bei einigen großen Radklassikern durchquert, um die bekannte Côte de la Redoute zu erklimmen. Bei der Gemeindereform zum 1. Januar 1977 wurden die bis dahin selbständigen Gemeinden Sougné-Remouchamps, Deigné, Harzé und Ernonheid eingemeindet.

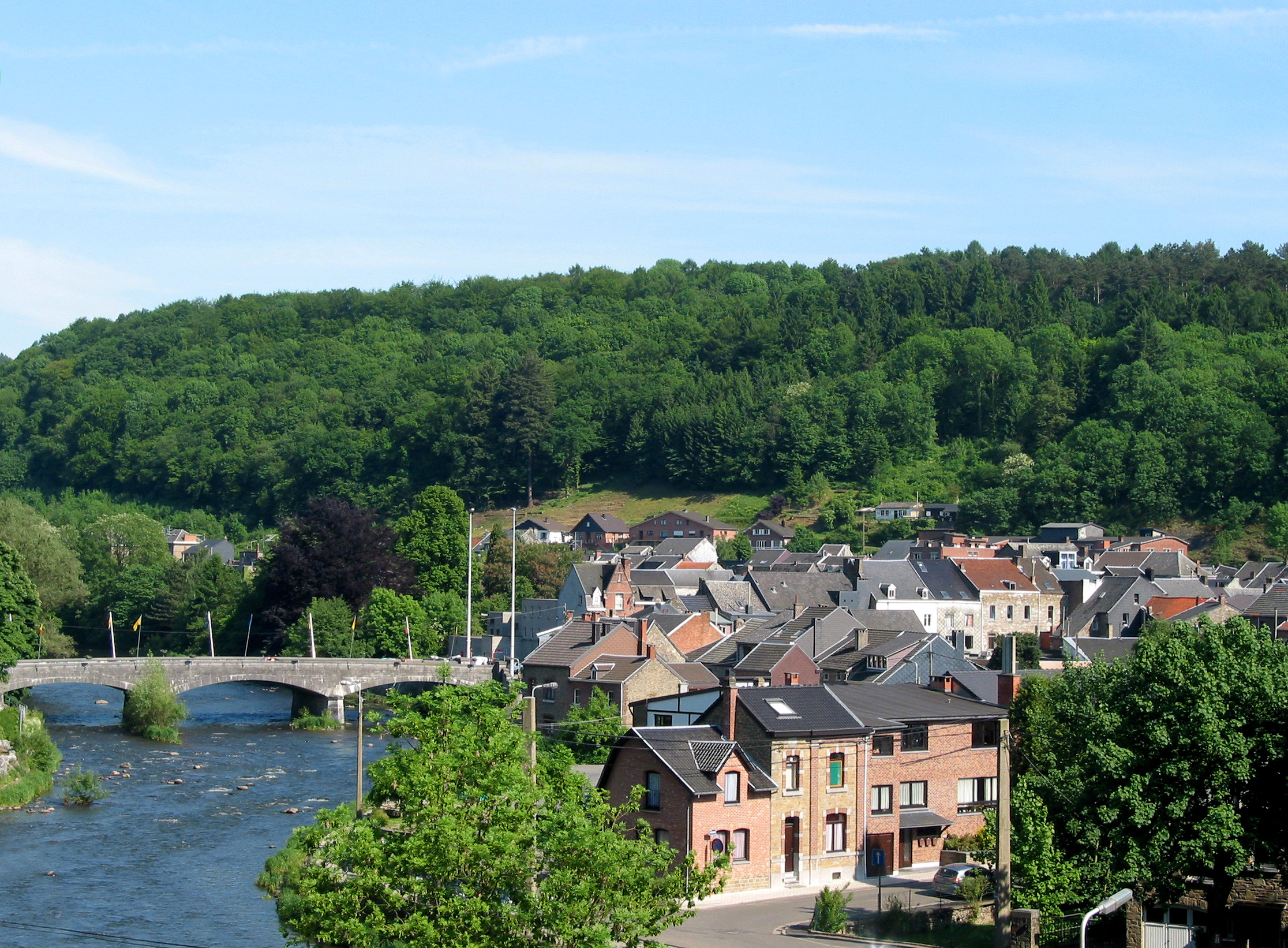
Aywaille, Blick auf das Dorf
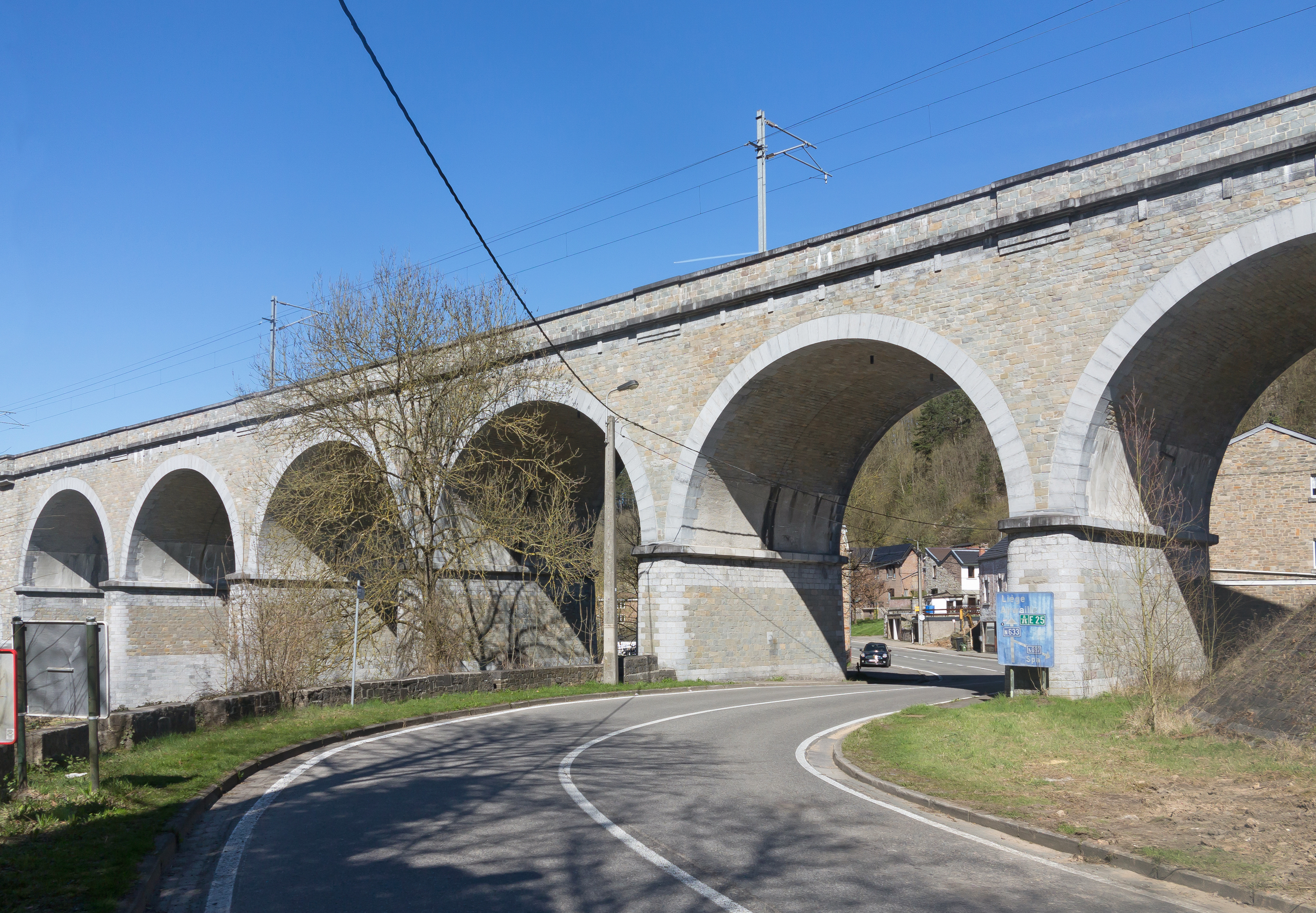
Sougne-Remouchamps, Eisenbahnbrücke über la Rue de Trois Ponts
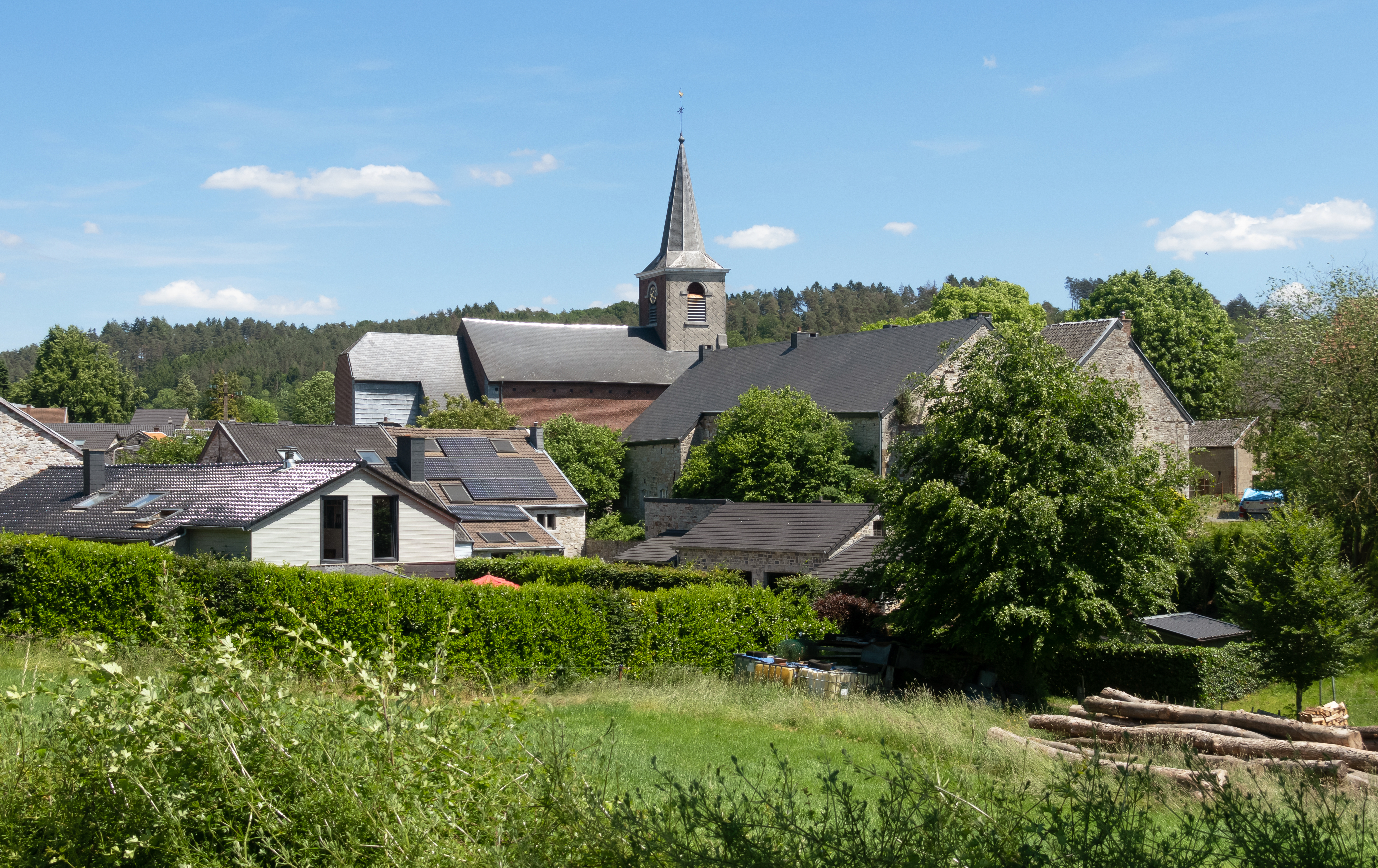
Deigné, Kirche (l'église Saint-Joseph) im Dorf
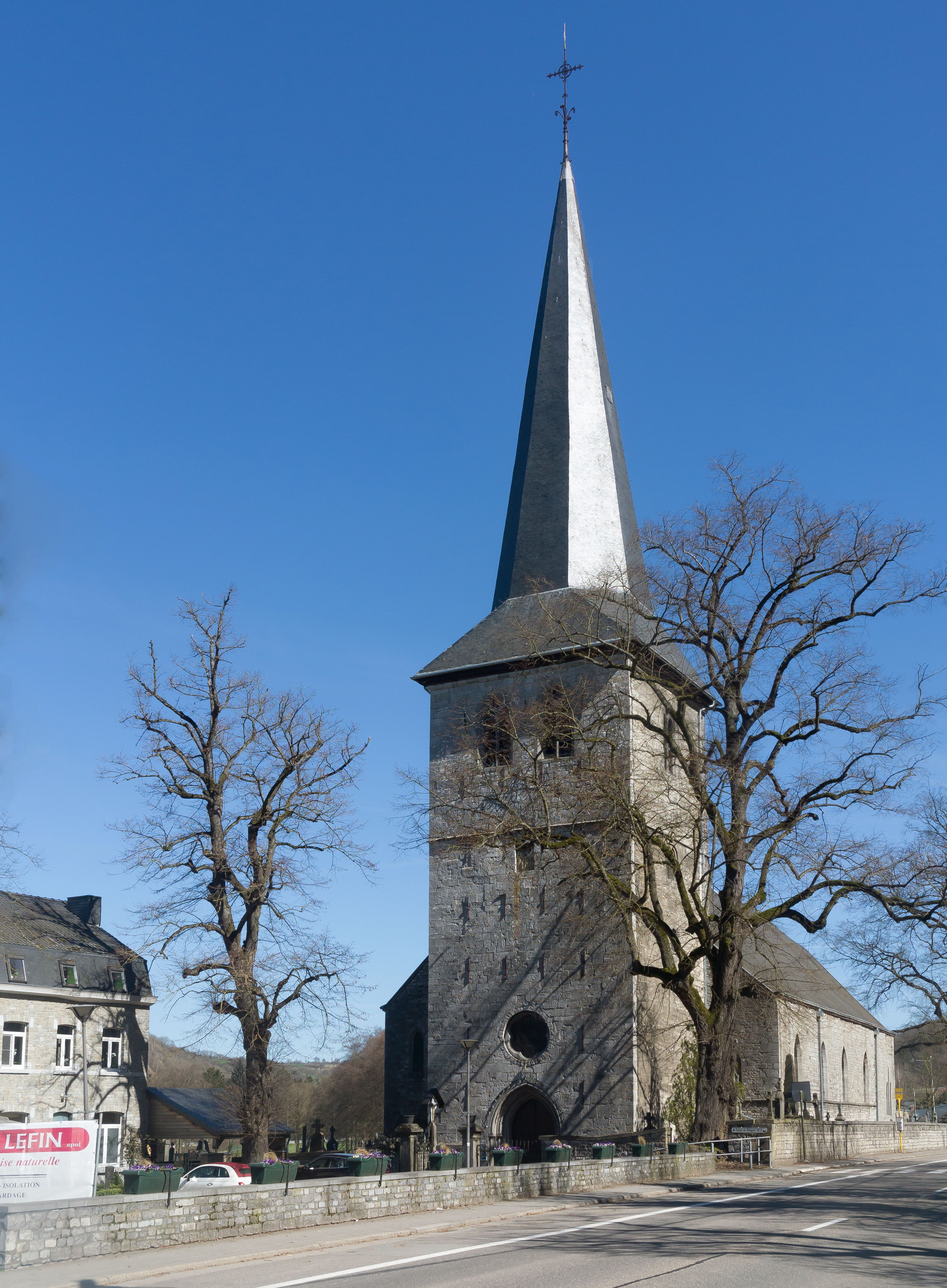
Dieupart, Kirche: l'église des Saints-Anges
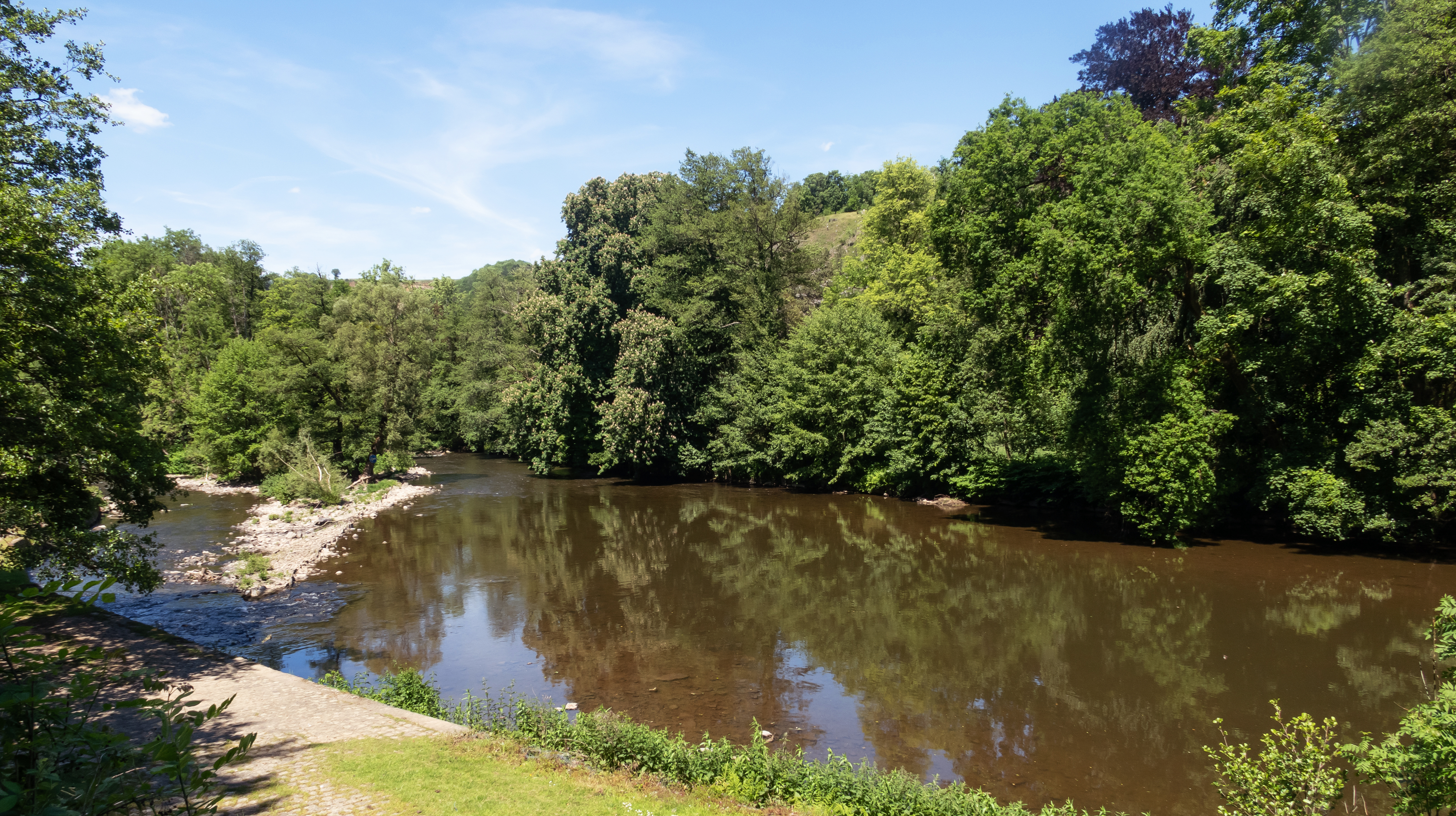
Martinrive, Fluss: Amel

## Verkehr
Aywaille hat einen Schnellzughalt an der  Bahnstrecke Rivage–Trois Ponts.
Die Autobahn E 25 führt in Nord-Süd-Richtung durch die Gemeinde über eine Distanz von 11 km und hat zwei Autobahnausfahrten in Aywaille.
Die N30 führt streckenweise parallel zur Autobahn. Nördlich führt sie nach Lüttich (30 km), südlich führt sie über Manhay und Houffalize nach Bastogne (65 km).